# Sébastien Pocognoli
Sébastien Pocognoli (Liegi, 1º agosto 1987) è un allenatore di calcio ed ex calciatore belga, di ruolo difensore, tecnico dell'Union Saint-Gilloise.

## Biografia
Nasce a Liegi, il 1º agosto del 1987, ed è di origini italiane. La sua famiglia proveniva da Esanatoglia (MC)

## Caratteristiche tecniche
Solitamente schierato come terzino, all'occorrenza può fare anche l'esterno di centrocampo, in entrambi i casi a sinistra.

## Carriera

### Calciatore

#### Club
Cresciuto nello Standard Liegi, va a giocare all'età di 15 anni nel KRC Genk. Il 9 aprile 2004 all'età di 16 anni fa la sua prima apparizione con la prima squadra del Genk entrando in campo al 65' contro l'AA Gent e sostituendo Marco Ingrao. Durante la stagione 2005-2006 mostra le sue potenzialità, allenato da Hugo Broos. Inizia come esterno sinistro di centrocampo, per poi tornare in difesa sempre a sinistra. A 19 anni è titolare della squadra belga.
Nel 2007 viene acquistato dall'Az Alkmaar per 2,7 milioni di euro.
Nel gennaio 2010 ritorna allo Standard Liegi, per una somma vicina ai 2,2 milioni di euro. Firma un contratto quadriennale, scegliendo la maglia numero 15.
Il 22 gennaio 2013 viene acquistato dall'Hannover.
Il 12 luglio 2014 passa al West Bromwich Albion.

#### Nazionale
Partecipa al Campionato europeo Under-21 del 2007 organizzato nei Paesi Bassi. Viene convocato per la prima volta con la nazionale maggiore il 24 maggio 2008 per un'amichevole contro l'Italia.

### Allenatore
Il 7 luglio 2024, Pocognoli viene ingaggiato come nuovo allenatore dell'Union Saint-Gilloise, sua ultima squadra in carriera, con cui firma un contratto triennale; assume così il suo primo incarico da tecnico di una prima squadra.

## Statistiche

### Presenze e reti nei club
Statistiche aggiornate al 18 giugno 2017.
| Stagione              | Squadra               | Campionato            | Campionato | Campionato | Coppe nazionali | Coppe nazionali | Coppe nazionali | Coppe continentali | Coppe continentali | Coppe continentali | Altre coppe | Altre coppe | Altre coppe | Totale | Totale | Totale |
| Stagione              | Squadra               | Comp                  | Pres       | Reti       | Comp            | Pres            | Reti            | Comp               | Pres               | Reti               | Comp        | Pres        | Reti        | Pres   | Reti   |        |
| --------------------- | --------------------- | --------------------- | ---------- | ---------- | --------------- | --------------- | --------------- | ------------------ | ------------------ | ------------------ | ----------- | ----------- | ----------- | ------ | ------ | ------ |
| 2003-2004             | Genk                  | D1                    | 1          | 0          | CB              | -               | -               | -                  | -                  | -                  | -           | -           | -           | 1      | 0      |        |
| 2005-2006             | Genk                  | D1                    | 15         | 1          | CB              | -               | -               | CU                 | -                  | -                  | -           | -           | -           | 15     | 1      |        |
| 2006-2007             | Genk                  | D1                    | 30         | 0          | CB              | 4               | 0               | -                  | -                  | -                  | -           | -           | -           | 34     | 0      |        |
| Totale Genk           | Totale Genk           | Totale Genk           | 46         | 1          |                 | 4               | 0               |                    | -                  | -                  |             | -           | -           | 50     | 1      |        |
| 2007-2008             | AZ Alkmaar            | E                     | 28         | 2          | CO              | 0               | 0               | CU                 | 5                  | 1                  | -           | -           | -           | 33     | 3      |        |
| 2008-2009             | AZ Alkmaar            | E                     | 25         | 2          | CO              | 2               | 1               | -                  | -                  | -                  | -           | -           | -           | 27     | 3      |        |
| 2009-gen. 2010        | AZ Alkmaar            | E                     | 11         | 1          | CO              | 3               | 0               | UCL                | 5                  | 0                  | SO          | 1           | 0           | 20     | 1      |        |
| Totale AZ Alkmaar     | Totale AZ Alkmaar     | Totale AZ Alkmaar     | 64         | 5          |                 | 5               | 1               |                    | 10                 | 1                  |             | 1           | 0           | 80     | 7      |        |
| gen.-giu. 2010        | Standard Liegi        | D1                    | 4+6        | 1          | CB              | -               | -               | UEL                | 6                  | 0                  | -           | -           | -           | 16     | 1      |        |
| 2010-2011             | Standard Liegi        | D1                    | 24+10      | 1          | CB              | 6               | 0               | -                  | -                  | -                  | -           | -           | -           | 40     | 1      |        |
| 2011-2012             | Standard Liegi        | D1                    | 25+7       | 0          | CB              | 4               | 0               | UCL+UEL            | 2+12               | 0                  | SB          | 1           | 0           | 51     | 0      |        |
| 2012-gen. 2013        | Standard Liegi        | D1                    | 9          | 0          | CB              | 1               | 0               | -                  | -                  | -                  | -           | -           | -           | 10     | 0      |        |
| Totale Standard Liegi | Totale Standard Liegi | Totale Standard Liegi | 85         | 2          |                 | 11              | 0               |                    | 20                 | 0                  |             | 1           | 0           | 117    | 2      |        |
| gen.-giu. 2013        | Hannover              | BL                    | 11         | 0          | CG              | -               | -               | UEL                | 2                  | 0                  | -           | -           | -           | 13     | 0      |        |
| 2013-2014             | Hannover              | BL                    | 19         | 0          | CG              | 1               | 0               | -                  | -                  | -                  | -           | -           | -           | 20     | 0      |        |
| Totale Hannover       | Totale Hannover       | Totale Hannover       | 30         | 0          |                 | 1               | 0               |                    | 2                  | 0                  |             | -           | -           | 33     | 0      |        |
| 2014-2015             | West Bromwich         | PL                    | 15         | 0          | FACup+CdL       | 1+0             | 0               | -                  | -                  | -                  | -           | -           | -           | 16     | 0      |        |
| 2015-2016             | West Bromwich         | PL                    | 1          | 0          | FACup+CdL       | 3+1             | 0               | -                  | -                  | -                  | -           | -           | -           | 5      | 0      |        |
| ago. 2016             | West Bromwich         | PL                    | -          | -          | FACup+CdL       | -               | -               | -                  | -                  | -                  | -           | -           | -           | -      | -      |        |
| Totale West Bromwich  | Totale West Bromwich  | Totale West Bromwich  | 16         | 0          |                 | 5               | 0               |                    | -                  | -                  |             | -           | -           | 21     | 0      |        |
| ago. 2016-mag. 2017   | Brighton & Hove       | FLC                   | 20         | 1          | FACup+CdL       | 0+1             | 0               | -                  | -                  | -                  | -           | -           | -           | 21     | 1      |        |
| Totale carriera       | Totale carriera       | Totale carriera       | 261        | 9          |                 | 27              | 1               |                    | 32                 | 1                  |             | 2           | 0           | 322    | 11     |        |

### Cronologia presenze e reti in nazionale
| Cronologia completa delle presenze e delle reti in nazionale ― Belgio | Cronologia completa delle presenze e delle reti in nazionale ― Belgio | Cronologia completa delle presenze e delle reti in nazionale ― Belgio | Cronologia completa delle presenze e delle reti in nazionale ― Belgio | Cronologia completa delle presenze e delle reti in nazionale ― Belgio | Cronologia completa delle presenze e delle reti in nazionale ― Belgio | Cronologia completa delle presenze e delle reti in nazionale ― Belgio | Cronologia completa delle presenze e delle reti in nazionale ― Belgio |
| Data                                                                  | Città                                                                 | In casa                                                               | Risultato                                                             | Ospiti                                                                | Competizione                                                          | Reti                                                                  | Note                                                                  |
| --------------------------------------------------------------------- | --------------------------------------------------------------------- | --------------------------------------------------------------------- | --------------------------------------------------------------------- | --------------------------------------------------------------------- | --------------------------------------------------------------------- | --------------------------------------------------------------------- | --------------------------------------------------------------------- |
| 30-5-2008                                                             | Firenze                                                               | Italia                                                                | 3 – 1                                                                 | Belgio                                                                | Amichevole                                                            | -                                                                     |                                                                       |
| 28-3-2009                                                             | Bruxelles                                                             | Belgio                                                                | 2 – 4                                                                 | Bosnia ed Erzegovina                                                  | Qual. Mondiali 2010                                                   | -                                                                     | 58’                                                                   |
| 29-5-2009                                                             | Chiba                                                                 | Belgio                                                                | 1 – 1                                                                 | Cile                                                                  | Amichevole                                                            | -                                                                     | 74’                                                                   |
| 31-5-2009                                                             | Tokyo                                                                 | Giappone                                                              | 4 – 0                                                                 | Belgio                                                                | Amichevole                                                            | -                                                                     | 69’                                                                   |
| 11-8-2010                                                             | Turku                                                                 | Finlandia                                                             | 1 – 0                                                                 | Belgio                                                                | Amichevole                                                            | -                                                                     | 46’                                                                   |
| 17-11-2010                                                            | Voronež                                                               | Russia                                                                | 0 – 2                                                                 | Belgio                                                                | Amichevole                                                            | -                                                                     | 90’                                                                   |
| 10-8-2011                                                             | Celje                                                                 | Slovenia                                                              | 0 – 0                                                                 | Belgio                                                                | Amichevole                                                            | -                                                                     | 75’                                                                   |
| 29-5-2013                                                             | East Rutherford                                                       | Stati Uniti                                                           | 2 – 4                                                                 | Belgio                                                                | Amichevole                                                            | -                                                                     | 36’                                                                   |
| 14-8-2013                                                             | Bruxelles                                                             | Belgio                                                                | 0 – 0                                                                 | Francia                                                               | Amichevole                                                            | -                                                                     | 64’ 80’                                                               |
| 6-9-2013                                                              | Glasgow                                                               | Scozia                                                                | 0 – 2                                                                 | Belgio                                                                | Qual. Mondiali 2014                                                   | -                                                                     | 78’                                                                   |
| 15-10-2013                                                            | Bruxelles                                                             | Belgio                                                                | 1 – 1                                                                 | Galles                                                                | Qual. Mondiali 2014                                                   | -                                                                     |                                                                       |
| 5-3-2014                                                              | Bruxelles                                                             | Belgio                                                                | 2 – 2                                                                 | Costa d'Avorio                                                        | Amichevole                                                            | -                                                                     | 82’                                                                   |
| 10-10-2014                                                            | Bruxelles                                                             | Belgio                                                                | 6 – 0                                                                 | Andorra                                                               | Qual. Euro 2016                                                       | -                                                                     | 56’                                                                   |
| Totale                                                                |                                                                       | Presenze                                                              | 13                                                                    |                                                                       | Reti                                                                  | 0                                                                     |                                                                       |

### Statistiche da allenatore
Statistiche aggiornate al 25 maggio 2025.
| Stagione        | Squadra              | Campionato      | Campionato | Campionato | Campionato | Campionato | Coppe nazionali | Coppe nazionali | Coppe nazionali | Coppe nazionali | Coppe nazionali | Coppe continentali | Coppe continentali | Coppe continentali | Coppe continentali | Coppe continentali | Altre coppe | Altre coppe | Altre coppe | Altre coppe | Altre coppe | Totale | Totale | Totale | Totale | % Vittorie | Piazzamento |
| Stagione        | Squadra              | Comp            | G          | V          | N          | P          | Comp            | G               | V               | N               | P               | Comp               | G                  | V                  | N                  | P                  | Comp        | G           | V           | N           | P           | G      | V      | N      | P      | %          | Piazzamento |
| --------------- | -------------------- | --------------- | ---------- | ---------- | ---------- | ---------- | --------------- | --------------- | --------------- | --------------- | --------------- | ------------------ | ------------------ | ------------------ | ------------------ | ------------------ | ----------- | ----------- | ----------- | ----------- | ----------- | ------ | ------ | ------ | ------ | ---------- | ----------- |
| 2024-2025       | Union Saint-Gilloise | PL              | 40         | 24         | 11         | 5          | CB              | 3               | 2               | 0               | 1               | UCL+UEL            | 2+10               | 0+4                | 0+2                | 2+4                | SB          | 1           | 1           | 0           | 0           | 56     | 31     | 13     | 12     | 55,36      | 1º          |
| Totale carriera | Totale carriera      | Totale carriera | 40         | 24         | 11         | 5          |                 | 3               | 2               | 0               | 1               |                    | 12                 | 4                  | 2                  | 6                  |             | 1           | 1           | 0           | 0           | 56     | 31     | 13     | 12     | 55,36      |             |

## Palmarès

### Club

#### Competizioni nazionali
- Campionato olandese: 1

AZ Alkmaar: 2008-2009
- Supercoppa dei Paesi Bassi: 1

AZ Alkmaar: 2009
- Coppa del Belgio: 2

Standard Liegi: 2010-2011, 2017-2018
- Division 1B: 1

Union Saint-Gilloise: 2020-2021

### Allenatore

#### Competizioni nazionali
- Supercoppa del Belgio: 1

Union Saint-Gilloise: 2024
- Campionato belga: 1

Union Saint-Gilloise: 2024-2025